# Andiamo
Andiamo is het tweede studioalbum van de Amerikaanse punkband Authority Zero. Het is uitgegeven op 30 juni 2004 door Lava Records en bevat de single "Revolution" (dat ook te horen is op de compilatiealbum Rock Against Bush, Vol. 1 van Fat Wreck Chords) en een cover van The Wall of Voodoo, namelijk het nummer "Mexican Radio". De cover heeft een paar kleine veranderingen in de tekst, waardoor Authority Zero er een muzikaal protest tegen de Irakoorlog van heeft gemaakt.
De titel van het album is Italiaans en betekent iets in de zin van "hier gaan we", het kan echter ook vertaald worden als "laten we gaan".

## Nummers
1. "Painted Windows" - 3:51
2. "Revolution" - 2:25
3. "Find Your Way" - 4:15
4. "Madman" - 2:58
5. "Taking on the World" - 3:48
6. "Retreat!" - 4:48
7. "Society's Sequence" - 1:17
8. "A Thousand Years of War" - 3:15
9. "Mexican Radio" - 2:54
10. "Chile Con Crudo (Instrumental)" - 1:59
11. "Solitude" - 3:47
12. "Siempre Loco" - 0:49
13. "PCH-82" - 5:36
14. "Rattlin' Bog"* - 2:47

Het nummer "Revolution" is te horen op een aflevering van de Amerikaanse TV serie Smallville.